# Nicolás Saavedra
Nicolás Saavedra Vizcaya (Santiago, 18 de diciembre de 1975) es un actor de cine, teatro y televisión chileno. En 2006 recibió el Premio Altazor al mejor actor por su papel en la película Mi mejor enemigo.

## Biografía
Es hijo del poeta Mariano Saavedra Martín, fallecido en 1999. Creció en Providencia, y realizó sus estudios en el Colegio San Francisco de Asís (donde fue compañero de Diego Muñoz) pero egresó del Liceo 11 Rafael Sotomayor de Las Condes.
Recibió su formación actoral en la academia "Club de Teatro" dirigida por Fernando González, egresando en el año 1997. Durante 2002 y 2004 viajó a España a perfeccionarse, realizando diferentes cursos con profesores como Juan Carlos Corazza y Vicente Fuentes. También ha realizado campañas publicitarias en Europa para Skoda, Honda, San Pellegrino, entre otras. En la actualidad continúa actuando en teatro, cine y televisión y produce teatro con su productora Acertijo.

### Matrimonio e hijos
Estuvo casado con la actriz Mónica Godoy, hasta 2022, a quien conoció en 2000, mientras compartían elenco en la telenovela Santo ladrón. En 2012 tuvieron a su primera hija llamada Ema, y en 2014 tuvieron una segunda hija llamada Leonor.

## Filmografía

### Películas
| Cine | Cine                             | Cine                  | Cine                 | Cine |
| Año  | Película                         | Rol                   | Director             |      |
| ---- | -------------------------------- | --------------------- | -------------------- | ---- |
| 1996 | Desde siempre                    |                       | Marialy Rivas        |      |
| 1998 | Historias de sexo                |                       | Matías Cruz          |      |
| 2003 | XS - La Peor Talla               | Jalil                 | Jorge López S.       |      |
| 2003 | Sub Terra                        | Cabeza de Cobre       | Marcelo Ferrari      |      |
| 2005 | Mi Mejor Enemigo                 | Soldado Rodrigo Rojas | Alex Bowen           |      |
| 2005 | Se Arrienda                      | Luc Fernández         | Alberto Fuguet       |      |
| 2006 | XX                               | Julio                 | Cristián Jiménez     |      |
| 2007 | Malta con Huevo                  | Jorge                 | Cristóbal Valderrama |      |
| 2008 | Divine                           | Hermano de Andrés     | Cristián Castro      |      |
| 2009 | Super, todo chile adentro        | Peter                 | Fernanda Aljaro      |      |
| 2012 | Tiempos menos modernos           | Felipe                | Simón Franco         |      |
| 2014 | Tierra de sangre                 | Detective Martín      | James Katz           |      |
| 2014 | Boca de pozo                     | Gary Rojas            | Simón Franco         |      |
| 2014 | Santiago Violenta                |                       | Ernesto Díaz         |      |
| 2014 | Ventana                          |                       | Rodrigo Susarte      |      |
| 2014 | La danza de la realidad          | Policía               | Alejandro Jodorowsky |      |
| 2015 | El nombre                        |                       | Cristóbal Valderrama |      |
| 2015 | Alma                             |                       | Diego Rougier        |      |
| 2017 | Una mujer fantástica             | Bruno Onetto          | Sebastián Lelio      |      |
| 2018 | Calzones rotos                   |                       | Arnaldo Valsecchi    |      |
| 2021 | Un loco matrimonio en cuarentena |                       | Rodrigo Bastidas     |      |
| 2024 | El lugar de la otra              | Roberto Pumarino      | Maite Alberdi        |      |

### Telenovelas
| Año       | Título              | Papel                | Canal               |
| --------- | ------------------- | -------------------- | ------------------- |
| 1998      | Iorana              | Ariki Foitzmann      | Televisión Nacional |
| 1999      | La fiera            | Ignacio Martínez     | Televisión Nacional |
| 1999      | Aquelarre           | Palomo Rodríguez     | Televisión Nacional |
| 2000      | Santo ladrón        | Antonio Palma        | Televisión Nacional |
| 2001      | Amores de mercado   | Homero Silva         | Televisión Nacional |
| 2004      | Tentación           | Enzo Bisponti        | Canal 13            |
| 2005      | Gatas y tuercas     | Cristóbal Valderrama | Canal 13            |
| 2006      | Descarado           | Rafael Moreno        | Canal 13            |
| 2006      | Charly tango        | Pablo García         | Canal 13            |
| 2007–2008 | Lola                | Patricio Urquieta    | Canal 13            |
| 2009      | Corazón rebelde     | Diego Mancilla       | Canal 13            |
| 2015      | La chúcara          | Tomás Espina         | Televisión Nacional |
| 2017      | Tranquilo papá      | Arturo Poblete       | Mega                |
| 2018–2019 | Verdades ocultas    | Rafael Silva         | Mega                |
| 2024      | Secretos de familia | Alfonso Cruchaga     | Canal 13            |

### Series de televisión
| Año  | Título                               | Papel               | Canal               |
| ---- | ------------------------------------ | ------------------- | ------------------- |
| 1998 | Brigada Escorpión                    | Chico Caras         | Televisión Nacional |
| 2004 | De Neftalí a Pablo                   | Orlando Mason       | Televisión Nacional |
| 2004 | Tiempo Final: En tiempo real         | Edmundo             | Televisión Nacional |
| 2005 | Los Simuladores                      | Martín Venegas      | Canal 13            |
| 2007 | Héroes                               | Carlos Condell      | Canal 13            |
| 2008 | Gen Mishima                          | Rolando             | Televisión Nacional |
| 2008 | Camera Café                          | Gernardo Marín      | Mega                |
| 2010 | Adiós al Séptimo de Línea            | Alberto Cobo        | Mega                |
| 2011 | 12 días que estremecieron a Chile    | Ismael              | Chilevisión         |
| 2012 | Amar y morir en Chile                | Ernesto             | Chilevisión         |
| 2012 | El diario secreto de una profesional | Rad                 | Chilevisión         |
| 2012 | Los 80: 5.ª temporada                | Néstor Díaz         | Canal 13            |
| 2013 | Familia Moderna                      | Gustavo Gallo       | Mega                |
| 2014 | Fabulosas Flores                     | Jimmy Ramos / Jenny | La Red              |
| 2019 | Héroes invisibles                    | Carlos Altamirano   | Chilevisión         |
| 2023 | La sangre del camaleón               | Óscar Castro        | Televisión Nacional |

## Teatro
- "Bajo Terapia" (2015) de Matías Del Federico. Personaje Ariel. Dirección Pato Pimienta.
- "LE PRENOM" (2015) de Matthieu Delaporte & Alexandre de La Patellière. Personaje Pedro. Dirección Pato Pimienta.
- "EL FEO" (2014) de Marius von Mayenburg. Personaje Lette. Dirección Andrés Céspedes.
- "ART" (2011/2012) de Yasmina Reza. Personaje Iván. Dirección Edgardo Bruna.
- "AMERICA JESUS" (2010) de Tiare Pino. Personaje Giovanni. Dirección Rodrigo Susarte.
- "PANA" (2009) de Andrés Kalawski. Personaje Jorge Carrasco. Dirección Francisco Albornoz.
- "¿ ESTAS AHÍ?" (2008) de Javier Daulte. Personaje Francisco. Dirección Diego Muñoz.
- "COCINANDO CON ELVIS" (2007) de Lee Hall. Personaje Stuart Dirección Andrés Céspedes. Gira Sur de Francia.
- “CRIMINAL” (2006-2007) de Javier Daulte. Personaje Carlos Cossio. Dirección Alejandro Goic.
- “SPLENDID'S” (2004) de Jean Genet. Personaje Pierrot. Dirección Felipe Hurtado.
- "HAMLET O LA RABIA MILENARIA DE LOS PERROS" (2000) de Alejandro Campos y Juan Claudio Burgos. Personaje Hamlet. Dirección Alejandro Campos.
- "JUEGOS A LA HORA DE LA SIESTA" (1999) de Roma Mahieu. Personaje Alonso. Dirección Felipe Hurtado.
- "TOMÁS" (1997) de Malucha Pinto. Personaje Trigal. Dirección Andrés Pérez.
- "PÚBLICO & PRIVADO" (1997) Basada en "Grande y Pequeño" de Botho Stauss. Personaje Alf. Dirección Rodrigo Pérez.
- "PROCEDIMIENTOS" (1996) de Alejandro Campos. Personaje Eduardo Arancibia. Dirección Alejandro Campos.